# Nono, het zigzagkind
Nono, het zigzagkind van regisseur Vincent Bal was de openingsfilm van het Nederlands Film Festival in 2012.

## Plot
Het verhaal gaat over Nono (Thomas Simon) zoon van inspecteur Feierberg (Fedja van Huêt), die onderweg naar zijn saaie oom Sjmoel een briefje ontvangt met daarin een missie om hem op te leiden tot inspecteur. Dit brengt Nono in contact met een van de grootste criminelen die er is: Felix Glick (Burghart Klaußner).
Samen gaan ze op zoek naar het verhaal achter Zohara, de overleden moeder van Nono. Niemand wil iets over haar vertellen en Nono heeft niet meer dan een foto van haar.

## Rolverdeling
| Acteur              | Personage            | Opmerkingen |
| ------------------- | -------------------- | ----------- |
| Thomas Simon        | Nono                 | hoofdrol    |
| Burghart Klaußner   | Felix Glick          | hoofdrol    |
| Fedja van Huêt      | Inspecteur Feierberg | hoofdrol    |
| Isabella Rossellini | Lola Ciperola        |             |
| Jessica Zeylmaker   | Gaby                 |             |